# Б'янка (співачка)
Тетя́на Едуа́рдівна Ліпни́цька (біл. Таццяна Эдуардаўна Ліпніцкая), відоміша як Б'янка (нар. 17 вересня 1985, Мінськ) — білоруська співачка, яка із 2010 року мешкає та працює в Москві. Володарка премії MTV Russian Music Awards у номінації «Найкращий hip-hop/rap/r'n'b-проект» (2007).

## Життєпис
2001 року отримала гран-прі міжнародного конкурсу юних виконавців «Мальва», потім — гран-прі фестивалю молодих виконавців естрадної пісні і танцю «Біла Русь», а на міжнародному конкурсі імені Огинського посіла третє місце.
2005 року Б'янці надійшла офіційна пропозиція представляти Білорусь на міжнародному конкурсі «Євробачення», проте вона віддала перевагу спільному проекту з Сєрьогой. Виконала пісню до фільму «Бій з тінню».
2013 року на пісенному конкурсі «Пісня року 2012» отримала нагороду «ексклюзив української пісні» за виконання власної ліричної пісні «Відпусти».

## Стиль
Б'янка називає свій стиль «російський R&B», ключовою специфікою якого є ліризм і використання російських народних інструментів (балалайка, гармонь).

## Дискографія
- 2006: Русский народный R'n'B
- 2007: Про лето
- 2008: 38 замков
- 2011: Наше поколение
- 2014: Бьянка.Музыка
- 2016: Мысли в нотах
- 2018: Чем мне любить; Гармония